# Finanse prywatne
Finanse prywatne (finanse przedsiębiorstw, finanse prywatnego sektora towarów i usług niefinansowych) – grupa zjawisk i procesów związanych z gromadzeniem, podziałem oraz wydatkowaniem zasobów pieniężnych w gospodarce, realizowanych przez przedsiębiorstwa niefinansowe. Dotyczy najbardziej istotnej grupy podmiotów z punktu widzenia funkcjonowania gospodarki (wytwarza znaczącą część produktu krajowego brutto) i obejmuje następujące zjawiska pieniężne:
- przychody – m.in. ze sprzedaży towarów i usług, wpływy z kredytów bankowych, z emisji dłużnych papierów wartościowych, sprzedaży akcji, z tytułu odszkodowań, wypłacanych przez towarzystwa ubezpieczeniowe, a także przychody transferowe (dotacje i subwencje ze środków budżetowych),
- wydatki – m.in. płatności z tytułu zakupu materialnych czynników produkcji, wypłaty wynagrodzeń, płatności związane ze spłatą kredytów, wykupem bonów komercyjnych i obligacji, płatności odsetek i prowizji na rzecz banków, oprocentowania bonów i obligacji, nierynkowe transfery (podatki i opłaty wnoszone do budżetu oraz innych podmiotów systemu finansowego państwa np. składki na ubezpieczenia społeczne),
- oszczędności – m.in. zasoby gotówki w kasie i depozyty na rachunkach bankowych, a także zasoby aktywów finansowych.